# Comuna de Police
Police (polaco: Gmina Police) é uma gminy (comuna) na Polónia, na voivodia de Pomerânia Ocidental e no condado de Policki.
De acordo com os censos de 2005, a comuna tem 41.416 habitantes, com uma densidade 164,7 hab/km².

## Área
Estende-se por uma área de 251,42 km².

## Demografia
Dados de 2005 {Źródło GUS[ligação inativa]}:
|                      | Total   | Total | Mulheres | Mulheres | Homens  | Homens |
| -------------------- | ------- | ----- | -------- | -------- | ------- | ------ |
|                      | pessoas | %     | pessoas  | %        | pessoas | %      |
| População            | 41 416  | 100   | 20 926   | 50,5     | 20 490  | 49,5   |
| Densidade (pop./km²) | 164,7   | 100   | 83,2     | 83,2     | 81,5    | 81,5   |

De acordo com dados de 2002, o rendimento médio per capita ascendia a 1815,55 zł.